# Giải thưởng 10 năm Làn Sóng Xanh (1997–2007)

## Danh sách trao giải

### 10 ca sĩ được yêu thích nhất
Không phân biệt thứ hạng.
| Tên ca sĩ      |
| -------------- |
| Cẩm Ly         |
| Đan Trường     |
| Hồ Quỳnh Hương |
| Hồng Nhung     |
| Lam Trường     |
| Mỹ Tâm         |
| Quang Dũng     |
| Quang Linh     |
| Thanh Lam      |
| Tuấn Hưng      |

### 10 nhạc sĩ có ca khúc được yêu thích nhất
Không phân biệt thứ hạng.
| Tên nhạc sĩ     |
| --------------- |
| Duy Mạnh        |
| Dương Thụ       |
| Đức Trí         |
| Hoài An         |
| Lê Quang        |
| Minh Vy         |
| Nguyễn Nhất Huy |
| Quốc An         |
| Võ Thiện Thanh  |
| Vũ Quốc Việt    |

### Các giải thưởng khác
| Tên giải thưởng                                | Chủ nhân giải thưởng           |
| ---------------------------------------------- | ------------------------------ |
| Nhóm nhạc được yêu thích nhất                  | MTV                            |
| Ca sĩ thành tựu 10 năm                         | • Đàm Vĩnh Hưng • Phương Thanh |
| Nhạc sĩ hòa âm được yêu thích nhất             | Lê Quang                       |
| Phòng thu có nhiều ca khúc được yêu thích nhất | Viết Tân Studio                |